# Murina tiensa
Murina tiensa es una especie de murciélago de la familia Vespertilionidae.

## Distribución geográfica
Es endémica de Vietnam.